# Rywalizacja Michigan i Notre Dame
Rywalizacja Michigan Wolverines i Notre Dame Fighting Irish – jedna z najstarszych i najbardziej prestiżowych rywalizacji w futbolu akademickim.

## Tło rywalizacji
Drużyny futbolowe Uniwersytetu Michigan i Uniwersytetu w Notre Dame są uważane za jedne z najbardziej elitarnych. Michigan dwanaście a Notre Dame jedenaście razy zdobywały akademickie mistrzostwo Stanów Zjednoczonych w futbolu amerykańskim. Michigan i Notre Dame zajmują odpowiednio pozycję pierwszą i trzecią co do odniesionych zwycięstw w historii rozgrywek uniwersyteckich.

## Historia
Notre Dame i Michigan po raz pierwszy zagrali przeciwko sobie w 1887 roku, w pierwszym meczu jaki rozegrali Fighting Irish. Wolverines wygrali osiem pierwszych meczów, Notre Dame swoje pierwsze zwycięstwo odniosło w 1909 roku. Następne dwa mecze rozegrano w latach 1940. Po wznowieniu rywalizacji w 1978 roku Michigan prowadzi 25 zwycięstwami, Notre Dame ma na swoim koncie 18 zwycięstw, mecz w 1992 roku zakończył się remisem. Mecz na Michigan Stadium w 2011 roku oglądało 114.804 widzów, co jest rekordem w rozgrywkach National Collegiate Athletic Association.